# Philipp Orter
Philipp Orter (Rottenmann, 16 febbraio 1994) è un combinatista nordico austriaco.

## Biografia
Originario di Afritz am See, in Coppa del Mondo ha esordito il 3 febbraio 2012 in Val di Fiemme, senza completare la gara; pochi giorni più tardi ha vinto la medaglia d'oro nella gara a squadre dal trampolino normale ai Mondiali juniores di Erzurum. L'anno dopo, nella rassegna iridata giovanile di Liberec, nella medesima specialità ha ottenuto la medaglia d'argento.
Nel 2014, sempre ai Mondiali juniores (disputatisi quell'anno in Val di Fiemme), ha vinto tre medaglie d'oro, tutte dal trampolino normale: nella 5 km, nella 10 km e nella gara a squadre. Ha debuttato ai Campionati mondiali a Falun 2015, dove si è classificato 14º nel trampolino normale e 5º nella gara a squadre dal trampolino normale. Il 20 febbraio 2016 ha conquistato il suo primo podio in Coppa del Mondo classificandosi 3º nella sprint a squadre disputata a Lahti; l'anno dopo, ai Mondiali di Lahti 2017, ha vinto la medaglia di bronzo nella gara a squadre dal trampolino normale e si è classificato 8º nel trampolino normale e 12º nel trampolino lungo.

## Palmarès

### Mondiali
- 1 medaglia:
  - 1 bronzo (gara a squadre dal trampolino normale a Lahti 2017)

### Mondiali juniores
- 5 medaglie:
  - 4 ori (gara a squadre dal trampolino normale a Erzurum 2012; 5 km dal trampolino normale, 10 km dal trampolino normale, gara a squadre dal trampolino normale a Val di Fiemme 2014)
  - 1 argento (gara a squadre dal trampolino normale a Liberec 2013)

### Coppa del Mondo
- Miglior piazzamento in classifica generale: 17º nel 2016 e nel 2017
- 3 podi (tutti a squadre):
  - 3 terzi posti

## Campionati austriaci
- 2 medaglie[1]:
  - 1 oro (HS98/10 km nel 2016)
  - 1 bronzo (HS140/10 km nel 2016)